# Stohagen
Stohagen är en  stadsdel i det administrativa bostadsområdet Stohagen-Spantgatan i Västerås. Området är ett bostadsområde som ligger runt Djuphamnsvägen, mellan Köpingsvägen och järnvägen (Mälarbanan).
Området avgränsas av Köpingsvägen, mitt genom Ragvalds backe, Stohagsvägen, Nedre Hyttvägen, järnvägen tillbaka till Köpingsvägen.
Området gränsar i norr med Köpingsvägen till Hammarby stadshage, i öst till Annedal och Stallhagen, i söder till Lögarängen och Gustavsvik, och i väst till Hammarby.